# Campoplex fascialvus
Campoplex fascialvus là một loài tò vò trong họ Ichneumonidae.